# Radonín
Radonín (německy Radonin) je obec v okrese Třebíč v Kraji Vysočina. Leží asi dvanáct kilometrů jihovýchodně od Jihlavy a dvanáct kilometrů severozápadně od Třebíče. Žije zde 90 obyvatel.
Sousedními obcemi sídla jsou Zašovice, Kněžice, Číchov a Brtnice.

## Geografie
Ze západu na jih prochází přes území obce silnice ze silnice II/405 do Přibyslavic, východně ze zastavěného území obce vychází užitková silnice do Bransouz a k silnici II/403, severně pak vede lesní cesta k hájence Černé lesy a do Brtnice. Hranice území obce je tvořena silnicí II/405. Přes území obce vedou cyklostezka 5111 a modrá a zelená turistická stezka.
Východní část území obce je využívána zemědělsky, západní je pak dost zalesněná, ale značně poškozená kůrovcovou kalamitou. Menší les je na západním okraji zastavěného území obce u PP Na Kopaninách, na východním okraji je pak zalesněná oblast chatové oblasti. Na severním okraji zastavěného území obce se nachází pila. 
Asi 300 metrů západně od zastavěného území obce pramení nepojmenovaný potok, který protéká přes zastavěné území obce a následně na východním okraji území obce ústí do Radonínského potoka. Radonínský potok pramení na západní hranici území obce u Nové Brtnice, následně teče na východ a přijímá vody nepojmenovaného potoka, pak se stáčí severně a tvoří východní hranici území obce a po asi 4 kilometrech ústí u Bransouz do řeky Jihlavy. Na severní hranici území obce pramení nepojmenovaný potok, ten pak teče dál na východ a tvoří hranici území obce, protéká přes rybník Fišovec a následně na severovýchodním okraji území ústí do Radonínského potoka. Jižní hranice území obce je tvořena nepojmenovaným přítokem Radonínského potoka. 
Území obce je kopcovité, nadmořská výška území obce se pohybuje od 500 do 625 metrů nad mořem, 500 metrů dosahuje v údolí na severovýchodním okraji území obce, 625 metrů dosahu na západním okraji území obce. Zvláště západní část území je značně členitá. Těsně za severní hranicí území obce se nachází hora Prosekaná (655 metrů) a těsně za východní hranicí se nachází Vlčí hora (573 metrů).
Zastavěné území obce se nachází téměř uprostřed území obce, na východním okraji území obce se nachází chatová oblast.
Na jižním okraji zastavěného území obce se nachází přírodní památka Na Kopaninách, těsně za západní hranicí území obce se nachází přírodní památka Urbánkův palouk. Těsně za východní hranicí území obce se nachází zřícenina hradu Střeliště.

## Historie
První písemná zmínka o vesnici pochází z roku 1224, v roce 1303 čtvrtinu vesnice darovala Jitka z Hodic farnosti v Želetavě. V roce 1406 pak byl Radonín uváděn jako odumřelý statek, který byl společně s Valčí a Krahulovem darován markrabětem Joštem Janovi Hovorkovi z Hartvíkovic. Po smrti Jana Hovorky se jeho manželka Markéta spojila se Smilem z Heraltic a Adamem Mikulou z Račic, protože potřebovala ochranu proti Hynkovi z Pacova, který si činil nároky na Hovorkův majetek. Již v roce 1409 se přela Markéta s Hynkem z Pacova o tom, že jí násilím drží majetek ve Valči a Radoníně. Markrabě Jošt však rozhodl, že většina Hovorkových statků bude darována Mikulášovi z Mochova.
Markéta se však znovu vdala za Bernarda ze Šimkovic a ti se spolčili na majetek ve Valči a Radoníně. Bernarnd ze Šimkovic spory mezi majiteli Radonína vyřešil tak, že vyplatil věno své manželky Markéty a přenesl jej na Nosislav a tak se stal Radonín majetkem pánů z Mochova. V roce 1437 zakoupili Radonín pánové z Náramče a v roce 1447 pak byl Radonín v držení Drslava z Opatova a Želetavy. Na konci 15. století se pak Radonín stal součástí brtnického panství.
V tu dobu patřila Brtnice Valdštejnům, roku 1528 byl jediným majitelem rozsáhlého panství Burian z Valdštejna a na Brtnici. Následně pak roku 1600 získal panství Zdeněk Brtnický z Valdštejna. V roce 1662 se stali majiteli Brtnice Collaltové.
Roku 1852 byla postavena školní budova, ale učitel byl do vesnice povolán až roku 1855, v roce 1895 byla školní budova rozšířena. V roce 1871 byla ve vsi postavena kaplička. Roku 1923 byla ve vsi založena obecní knihovna.
Kolem roku 1960 byl do vesnice přiveden vodovod a povrchová kanalizace.
Do roku 1849 patřil Radonín do brtnického panství, od roku 1850 patřil do okresu Jihlava, posléze od roku 1855 do okresu Třebíč. Mezi lety 1850 a 1895 patřil Radonín pod Zašovice a mezi lety 1980 a 1990 byla obec začleněna pod Přibyslavice, následně se obec osamostatnila.

## Obyvatelstvo
| Rok            | 1869 | 1880 | 1890 | 1900 | 1910 | 1921 | 1930 | 1950 | 1961 | 1970 | 1980 | 1991 | 2001 | 2011 | 2021 |
| -------------- | ---- | ---- | ---- | ---- | ---- | ---- | ---- | ---- | ---- | ---- | ---- | ---- | ---- | ---- | ---- |
| Počet obyvatel | 207  | 203  | 188  | 197  | 177  | 167  | 169  | 174  | 157  | 131  | 105  | 73   | 77   | 72   | 79   |
| Počet domů     | 29   | 30   | 33   | 34   | 34   | 34   | 37   | 41   | 36   | 34   | 30   | 35   | 37   | 38   | 38   |

## Hospodářství
Na zemědělské půdě zde hospodaří Zemědělské družstvo Okříšky.

## Obecní správa

### Obecní symboly
Znak a vlajka byly obci uděleny rozhodnutím předsedy Poslanecké sněmovny Parlamentu České republiky dne 21. června 2018.

## Politika

### Volby do Poslanecké sněmovny
|       | 2006              | 2010                 | 2013              | 2017              | 2021              |
| ----- | ----------------- | -------------------- | ----------------- | ----------------- | ----------------- |
| 1.    | ČSSD (31,11 %)    | ČSSD (35,89 %)       | ČSSD (43,58 %)    | KDU-ČSL (18,91 %) | SPOLU (20,45 %)   |
| 2.    | KSČM (26,66 %)    | Suverenita (17,94 %) | KSČM (23,07 %)    | ČSSD (16,21 %)    | ANO (20,45 %)     |
| 3.    | ODS (13,33 %)     | KSČM (15,38 %)       | KDU-ČSL (12,82 %) | KSČM (16,21 %)    | ČSSD (18,18 %)    |
| účast | 70,31 % (45 z 64) | 63,93 % (39 z 61)    | 62,90 % (39 z 62) | 59,68 % (37 z 62) | 64,71 % (44 z 68) |

### Volby do krajského zastupitelstva
|      | 1.                 | 2.                       | 3.                    | účast             |
| ---- | ------------------ | ------------------------ | --------------------- | ----------------- |
| 2000 | 4KOALICE (25,64 %) | KSČM (23,07 %)           | SV (20,51 %)          | 61,19 % (41 z 67) |
| 2004 | KSČM (39,13 %)     | ČSSD (34,78 %)           | KDU-ČSL (17,39 %)     | 35,38 % (23 z 65) |
| 2008 | ČSSD (52,17 %)     | KSČM (21,73 %)           | SNK ED (13,04 %)      | 34,85 % (23 z 66) |
| 2012 | ČSSD (68 %)        | KSČM (12 %)              | KDU-ČSL (8 %)         | 43,86 % (25 z 57) |
| 2016 | ČSSD (36,36 %)     | STO (22,72 %)            | KDU-ČSL (18,18 %)     | 34,33 % (23 z 67) |
| 2020 | ANO (22,58 %)      | STAN+SNK ED (16,12 %)    | KDU-ČSL (12,9 %)      | 44,29 % (31 z 70) |
| 2024 | ANO (47,22 %)      | ODS+TOP 09+STO (19,44 %) | STAN+SNK ED (13,88 %) | 50 % (36 z 72)    |

### Prezidentské volby
V prvním kole prezidentských voleb v roce 2013 první místo obsadil Miloš Zeman (24 hlasů), druhé místo obsadil Jiří Dienstbier (5 hlasů) a třetí místo obsadil Zuzana Roithová (4 hlasů). Volební účast byla 66,10 %, tj. 39 ze 59 oprávněných voličů. V druhém kole prezidentských voleb v roce 2013 první místo obsadil Miloš Zeman (36 hlasů) a druhé místo obsadil Karel Schwarzenberg (6 hlasů). Volební účast byla 70,00 %, tj. 42 ze 60 oprávněných voličů.
V prvním kole prezidentských voleb v roce 2018 první místo obsadil Miloš Zeman (25 hlasů), druhé místo obsadil Jiří Drahoš (16 hlasů) a třetí místo obsadil Pavel Fischer (1 hlas). Volební účast byla 72,13 %, tj. 44 ze 61 oprávněných voličů. V druhém kole prezidentských voleb v roce 2018 první místo obsadil Miloš Zeman (34 hlasů) a druhé místo obsadil Jiří Drahoš (16 hlasů). Volební účast byla 85,00 %, tj. 51 ze 60 oprávněných voličů.
V prvním kole prezidentských voleb v roce 2023 první místo obsadil Andrej Babiš (22 hlasů), druhé místo obsadil Petr Pavel (16 hlasů) a třetí místo obsadila Danuše Nerudová (7 hlasů). Volební účast byla 71,01 %, tj. 49 ze 69 oprávněných voličů. V druhém kole prezidentských voleb v roce 2023 první místo obsadil Petr Pavel (25 hlasů) a druhé místo obsadil Andrej Babiš (25 hlasů). Volební účast byla 71,43 %, tj. 50 ze 70 oprávněných voličů.

## Pamětihodnosti
V obci se nachází křížek, památník obětem světové války a nově rekonstruovaná kaple.
- Kaplička – na návsi z roku 1871
- Asi jeden kilometr jihovýchodně od vesnice se, už v sousedním katastrálním území Brtnický Číchov, nachází terénní pozůstatky středověkého hrádku Střeliště, který zanikl v patnáctém století.[29]